# Didemnum pecten
Didemnum pecten är en sjöpungsart som beskrevs av Kott 200. Didemnum pecten ingår i släktet Didemnum och familjen Didemnidae. Inga underarter finns listade i Catalogue of Life.